# 雪琳·芬
雪琳·芬（Sherilyn Fenn，1965年2月1日—），美国电影女演员。她在电视剧《双峰》（1990-1991，2017）中饰演奥黛丽·霍恩，并因此获得金球奖和艾美奖提名。她还在电影《我心狂野》（1990）、《人鼠之间》（1992）、《盒装美人》（1993）和《利蓝的美国》（2003），电视剧《猛然觉醒》（1998-2001）、《无耻之徒》（2016）和《光辉谷》（2022）中出演过角色。

## 影视作品
- 《疯狂野生活》（The Wild Life） （1984年）
- 《年轻的主张 / 男校女生》（Just One of the Guys） （1985年）
- 《偷月情》（Two Moon Junction） （1988年）
- 《双峰镇》（Twin Peaks） （1990年-1991年）
- 《我心狂野》（Wild at Heart） （1990年）
- 《欲望旅馆》 （Desire and Hell at Sunset Motel） （1990年）
- 《大盗狄林杰》（Dillinger） （1991年）
- 《终极任务》 （Diary of a Hitman） （1991年）
- 《多面鲁比》 （Ruby） （1992年）
- 《人鼠之間》 （Of Mice and Men） （1992年）
- 《猎爱高手》 （Three of Hearts） （1993年）
- 《盒装美人》 （Boxing Helena） （1993年）
- 《奸情一箩筐》 （Fatal Instinct） （1993年）
- 《Slave of Dreams》 （1995年）
- 《Liz: The Elizabeth Taylor Story》 （1995年）
- 《头号刺客》 （The Assassination File） （1996年）
- 《愛情首部曲》 （Lovelife） （1996年）
- 《赢得美人归》 （Just Write） （1997年）
- 《暗夜情外情》 （Darkness Falls） （1998年）
- 《Rude Awakening》 （1998年-2001年）
- 《Cement》 （1999年）
- 《淡季》 （Off Season） （2001年）
- 《卧底潜龙 / 轟天劫匪》 （Swindle） （2002年）
- 《利蓝的美国》 （The United States of Leland）（2003年）
- 《高校風雲》 （Boston Public，2004年）
- 《新奇的浪漫》 （Novel Romance）（2006年）
- 《吉尔莫女孩》 （Gilmore Girls）（2003年, 2006年-2007年）
- 《正义前锋2》 （The Dukes of Hazzard: The Beginning）（2007年）
- 《复仇战士》 （Fist of the Warrior / Lesser of Three Evils）（2009年）
- 《The Scenesters》（2009年）
- 《犯罪心理》(Criminal minds）（2016年）